# Bolbochromus ludekingi
Bolbochromus ludekingi es una especie de coleóptero de la familia Geotrupidae.

## Distribución geográfica
Habita en Sumatra (Indonesia).